# مامان عبد الرحمن
مامان عبد الرحمن (30 يوليو 1980 بإندونيسيا - ) هو لاعب كرة قدم إندونيسي في مركز الوسط. شارك مع منتخب إندونيسيا لكرة القدم. أما مع النوادي، فقد لعب مع بيرسيتا تانغيرانغ.

## روابط خارجية
- مامان عبد الرحمن على موقع قاعدة بيانات كرة القدم.إي يو (الإنجليزية)
- مامان عبد الرحمن على موقع Soccerway.com (الإنجليزية)